# David Gomis
David Cafimipon Gomis (sinh ngày 21 tháng 12 năm 1992) là một cầu thủ bóng đá chuyên nghiệp thi đấu ở vị trí tiền đạo cho câu lạc bộ đang thi đấu tại Giải Bóng đá Ngoại hạng Azerbaijan, Sabail FK. Mặc dù sinh ra ở Pháp, anh thi đấu cho đội tuyển quốc gia Guiné-Bissau.

## Sự nghiệp câu lạc bộ
Gomis kí hợp đồng với Gazélec Ajaccio vào ngày 20 tháng 7 năm 2017 sau những mùa giải thành công với Sporting Club Toulon ở các hạng dưới của Pháp. Anh có màn ra mắt thi đấu chuyên nghiệp cho Gazélec Ajaccio với trận hòa 1–1 tại Ligue 2 trước Valenciennes FC ngày 28 tháng 7 năm 2017.

## Sự nghiệp quốc tế
Mặc dù sinh ra ở Pháp, nhưng Gomis có gốc Sénégal và Guiné-Bissau. Gomis được triệu tập vào Guiné-Bissau cuối tháng 5 năm 2021. Anh ra mắt đội tuyển quốc gia Guiné-Bissau trong chiến thắng 4–2 tại Vòng loại Giải vô địch bóng đá thế giới 2022 trước Sudan ngày 7 tháng 9 năm 2021.